# Ametroides nigrifacies
Ametroides nigrifacies är en insektsart som först beskrevs av Sjöstedt 1909.  Ametroides nigrifacies ingår i släktet Ametroides och familjen Gryllacrididae. Inga underarter finns listade i Catalogue of Life.